# Clemensia marmorata
Clemensia marmorata là một loài bướm đêm thuộc phân họ Arctiinae, họ Erebidae.